# Rufio Postumio Festo (console 472)
Flavio Rufio Postumio Festo (latino: Flavius Rufius Postumius Festus; fl. 472-506) è stato un patricius e un console dell'Impero romano.

## Biografia
Appartenente ad una famiglia aristocratica romana, era forse il figlio del console del 439, Rufio Postumio Festo. Nel 472 d. C. tenne il consolato e ottenne anche il rango di patricius, in quanto era caput senatus; in generale, però rinunciò a molti onori.
Nel 490 Teodorico, signore degli Ostrogoti, sconfisse il signore d'Italia, Odoacre re degli Eruli, sull'Adda: l'aristocrazia senatoriale, fino ad allora fedele a Odoacre, si schierò dalla parte di Teodorico, e inviò una delegazione, comprendente Festo, alla corte dell'imperatore d'Oriente Zenone, per richiedere il riconoscimento del diritto di Teodorico a regnare sui territori di Odoacre. Mentre Festo era a Costantinopoli, Zenone morì, e il nuovo imperatore, Anastasio I, si rifiutò di riconoscere Teodorico.
In seguito Festo fu coinvolto nella disputa tra Chiesa d'Occidente e d'Oriente riguardo all'Henotikon, il documento promulgato da Zenone nel 483 e mai accettato dai papi. Nel 497 papa Anastasio II e Teodorico inviarono una delegazione, comprendente Festo, alla corte di Anastasio I: il primo con una proposta volta a ricomporre la rottura seguita all'Henotikon, il secondo per ottenere un ulteriore riconoscimento dei diritti del re degli Ostrogoti sull'Italia, con la concessione di poter indossare le vesti regali. Giunto a corte, Festo convinse l'imperatore di poter far accettare a papa Anastasio il controverso documento, in quanto al papa stava soprattutto a cuore l'unità della Chiesa. Festo partì quindi per Roma avendo preso l'impegno di convincere il papa a recedere dalla sua posizione, ma non ebbe modo di mantenere l'impegno, in quanto al suo arrivo trovò Anastasio morto (498).
Venne allora eletto papa Simmaco (22 novembre), che era schierato contro gli interessi dell'imperatore d'Oriente e contro l'accettazione dell'Henotikon; Fausto e alcuni membri dell'aristocrazia senatoriale, più vicini alle posizioni dell'imperatore, immediatamente elessero un secondo papa, Lorenzo, da contrapporre a Simmaco. La situazione si trascinò a lungo, con sinodi e processi, finché nel 506 Teodorico riconobbe l'innocenza di Simmaco rispetto alle accuse mossegli, e ordinò a Festo e ai suoi partigiani di riconsegnargli il controllo di Roma.